# Matheus Antunes Ribeiro
Matheus Antunes Ribeiro (Erechim, 23 febbraio 1993) è un calciatore brasiliano, difensore del CRB.

## Caratteristiche tecniche
È un terzino destro.

## Palmarès

### Club

#### Competizioni statali
- Campionato Catarinense: 1

Chapecoense: 2020
- Campionato Alagoano: 3

CRB: 2023, 2024, 2025